# ماري إيلين تريسي
ماري إيلين تريسي (بالإنجليزية: Mary Ellen Tracy)‏ هي بائعة هوى ‏ وكيميائية أمريكية، ولدت في 1943.

## وصلات خارجية
- ماري إيلين تريسي على موقع IMDb (الإنجليزية)